# María Ólafsdóttir
María Ólafsdóttir er en islandsk sangerinde. Hun repræsenterede Island ved Eurovision Song Contest 2015 i Wien med nummeret "Unbroken" efter at have vundet med nummeret ved den islandske forhåndsudvælgelse den 14. februar 2015.
Det lykkedes ikke for hende at kvalificere sig til finalen ved ESC, idet hun blot blev nummer 15 af de 17 deltagere i den anden af semifinalerne.
Titlen "Unbroken" kommer fra islandske producenter StopWaitGo bestående af Ásgeir Orri Ásgeirsson, Pálmi Ragnar Ásgeirsson og Sæþór Kristjánsson. 
Med dem sang vandt hun den nationale forvalg i Island " Söngverkäppnin" og kunne således repræsentere Island i Wien på Eurovision Song Contest 2015.

## Diskografi
| år   | Single        | Peak chart positioner ICE | Album               |
| ---- | ------------- | ------------------------- | ------------------- |
| 2015 | "Unbroken"    | 2                         | Söngverkäppnin 2015 |
| 2015 | "Litil skref" | 3                         | Söngverkäppnin 2015 |